# Cordia toqueve
Cordia toqueve är en strävbladig växtart som beskrevs av Jean Baptiste Christophe Fusée Aublet. Cordia toqueve ingår i släktet Cordia, och familjen strävbladiga växter. Inga underarter finns listade i Catalogue of Life.